# Дисфункция сфинктера Одди

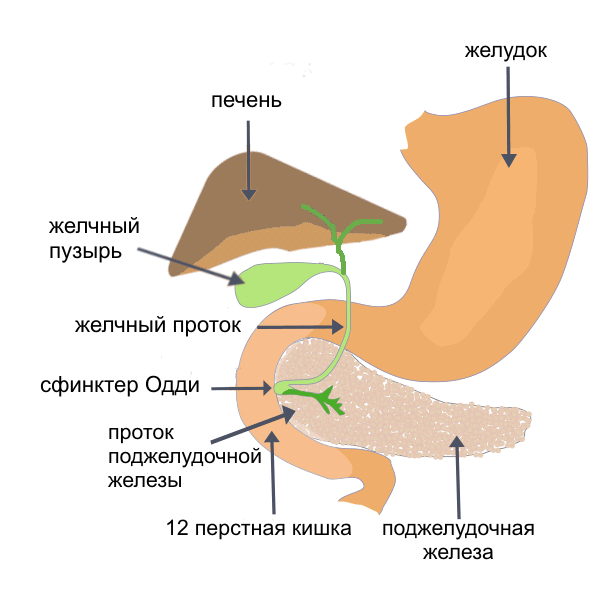

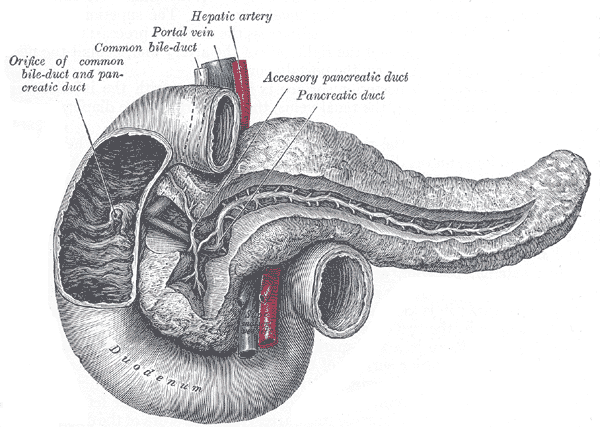
Двенадцатиперстная кишка и фатеров сосочек, в котором располагается сфинктер Одди. Рисунок из Анатомии Грея

Дисфу́нкция сфи́нктера О́дди (англ. sphincter of Oddi dysfunction) — заболевание (клиническое состояние), характеризующееся частичным нарушением проходимости протоков жёлчи и панкреатического сока в сфинктере Одди. К дисфункциям сфинктера Одди относят, по современным представлениям, только  доброкачественные клинические состояния некалькулёзной этиологии. Может иметь как структурную (органическую) так и функциональную, связанную с нарушением двигательной активности сфинктера, природу.
Согласно Римскому консенсусу по функциональным расстройствам органов пищеварения от 1999 года («Римские критерии II»), термин «дисфункция сфинктера Одди» рекомендуется использовать вместо терминов «постхолецистэктомический синдром», «билиарная дискинезия» и других.
Сфинктер Одди — мышечный клапан, располагающийся в большом дуоденальном сосочке (синоним фатеров сосочек) двенадцатиперстной кишки, управляющий поступлением жёлчи и панкреатического сока в двенадцатиперстную кишку и препятствующий попаданию содержимого кишки в общий жёлчный и панкреатический (вирсунгов) протоки.

## Спазм сфинктера Одди
Спазм сфи́нктера О́дди (англ. spasm of sphincter of Oddi) — заболевание сфинктера Одди, классифицированное МКБ-10 с кодом K83.4. Римским консенсусом 1999 года отнесён к дисфункциям сфинктера Одди.

## Постхолецистэктомический синдром
По́стхолецистэктоми́ческий синдро́м (англ. postcholecystectomy syndrome) — дисфункция сфинктера Одди, обусловленная нарушением его сократительной функции, препятствующая нормальному оттоку жёлчи и панкреатического секрета в двенадцатиперстную кишку при отсутствии органических препятствий, являющаяся следствием операции холецистэктомии. Встречается примерно у 40 % больных, которым проводилась холецистэктомия по причине камней жёлчного пузыря. Симптомы близки к симптомам, которые были до операции холецистэктомии (фантомные боли и т.п.). Классифицирован МКБ-10 с кодом K91.5. Римским консенсусом 1999 года термин «постхолецистэктомический синдром» не рекомендован.

## Клиническая картина
Основные симптомы дисфункции сфинктера Одди — приступы сильных или умеренных болей длительностью более 20 минут, повторяющихся в течение более 3 месяцев, диспепсия. Часто наблюдаются чувство тяжести в брюшной полости, тупые, длительные боли в области правого подреберья без чёткой иррадиации. В основном боли постоянные, не коликообразные. У многих больных приступы сначала возникают довольно редко, продолжаются несколько часов, в промежутках между приступами боли полностью проходят. Иногда частота и выраженность болевых приступов увеличивается со временем. В период между приступами болевые ощущения сохраняются. Связь болевых приступов с приёмом пищи у разных пациентов выражена неодинаково. Чаще всего (но не обязательно) боли начинаются в течение 2—3 часов после приёма пищи.
Дисфункция сфинктера Одди может быть в любом возрасте. Однако чаще всего она встречается у женщин среднего возраста. Дисфункция сфинктера Одди очень часто проявляется у пациентов, перенёсших холецистэктомию (удаление жёлчного пузыря). У 40–45 % больных причиной жалоб являются структурные нарушения (стриктуры жёлчных путей, невыявленные камни общего жёлчного протока и другие), у 55–60 % — функциональные.

## Классификация
Согласно Римскому консенсусу 1999 года различают 3 типа билиарной дисфункции сфинктера Одди и 1 тип панкреатической дисфункции.
1. Билиарный тип I, включает:
- наличие типичных приступов болей билиарного типа (повторяющиеся приступы умеренной или сильной боли в подложечной области и/или в правом подреберье длительностью 20 и более минут ;
- расширение общего желчного протока более, чем на 12 мм;
- при эндоскопической ретроградной панкреатохолангиографии (ЭРПХГ) замедленное выведение контрастного вещества с задержкой более 45 минут;
- 2–х или более кратное превышение нормального уровня трансаминаз и/или щёлочной фосфатазы, по крайней мере, при двукратных исследованиях печёночных ферментов.

2. Билиарный тип II, включает:
- типичные приступы болей билиарного типа;
- соответствие одному или двум другими критериями I типа.

50–63% пациентов этой группы имеют манометрическое подтверждение дисфункции сфинктера Одди при манометрическом исследовании. У пациентов II билиарного типа нарушения могут быть как структурными, так и функциональными.
3. Билиарный тип III характеризуется только приступами болей билиарного типа без каких–либо объективных нарушений, характерных для I типа. При манометрии сфинктера Одди пациентов этой группы подтверждение  дисфункции сфинктера Одди только у 12–28% пациентов. В III билиарной группе дисфункции сфинктера Одди обычно носит функциональный характер.
4. Панкреатический тип проявляется характерной для панкреатита эпигастральной болью, иррадиирующей в спину и уменьшающейся при наклоне туловища вперёд, и сопровождается значительным повышением сывороточной амилазы и липазы. В группе пациентов с данными симптомами и отсутствию традиционных причин панкреатита (желчекаменная болезнь, злоупотребление алкоголем и др.) манометрия выявляет дисфункцию сфинктера Одди в 39–90% случаях.

## Инструментальные методы диагностики

### Неинвазивные
- Ультразвуковое исследование для определения диаметра общего жёлчного и/или панкреатического протоков до и после введения стимуляторов.
- Гепатобилиарная сцинтиграфия. Количественная сцинтиграфия печени и желчных путей позволяет определить степень поглощения изотопа печенью и его выведение с желчью. При дисфункции сфинктера Одди поглощение и выведение изотопа могут замедляться.

### Инвазивные
- Эндоскопическая ретроградная панкреатохолангиография. ЭРХПГ помогает исключить другие заболевания желчевыводящих путей и поджелудочной железы, определить диаметр протоков, скорость их опорожнения.
- Манометрия сфинктера Одди («золотой стандарт» при диагностике дисфункций сфинктера Одди).

## Лечение
При лечении используются медикаментозная терапия, направленная на устранение боли и симптомов диспепсии, предотвращение осложнений и сопутствующих поражений других органов.
При дисфункции сфинктера Одди рекомендуется диета с ограничением жирной, жареной пищи, частое дробное питание. Для купирования приступа острой боли используют нитроглицерин или холиноблокаторы. Для предупреждения приступов препаратом первого выбора является курсовой и ситуативный приём миотропных спазмолитиков различных групп (дротаверина гидрохлорид, алверин, мебеверин, нифедипин и др.). В ряде случаев рекомендуется эндоскопическая сфинктеротомия..

### Папиллосфинктеротомия
Папиллосфинктеротомия (иногда называется сфинктеротомия) — хирургическое вмешательство, направленное на нормализацию желчеоттока и/или функционирования сфинктера Одди и заключающееся в рассечении большого дуоденального сосочка. Применяется также при удалении камней из жёлчных протоков.
В настоящее время выполняется эндоскопическим способом и, в таком случае, носит название эндоскопическая папиллосфинктеротомия. Обычно производится одновременно с эндоскопической ретроградной панкреатохолангиографией.